# Gaston Monzón
Gastón Ezequiel Monzón (Buenos Aires, 13 de mayo de 1987) es un exfutbolista argentino que jugaba como arquero, su último equipo fue Dock Sud.

## Trayectoria
Debutó profesionalmente en Huracán, en 2006, de la mano de Antonio Mohamed en la B Nacional. Tras el ascenso, en el Torneo Apertura 2008, debutó en Primera División bajo la conducción de Ángel Cappa, sacándole el puesto a un arquero con largo recorrido, Alejandro Limia. Al año siguiente, en el Clausura 2009, se afianzó completamente como titular. En ese torneo logró el subcampeonato al perder en la última fecha contra el campeón, Vélez. En este partido, Monzón le atajó un penal a Hernán Rodrigo López en el primer tiempo, cuando el marcador estaba empatado en cero; luego se encontró en el centro de la polémica cuando Maximiliano Moralez convirtió el gol de la victoria para el equipo de Liniers, tras un rebote provocado por una supuesta falta de Joaquín Larrivey sobre el arquero quemero.

### Descenso con Huracán
Tan sólo dos años después, y con Monzón aún como arquero titular, Huracán terminó el Clausura 2011 en último lugar y empatado con Gimnasia de La Plata en el 18.º puesto en la tabla de descenso. Para definir el segundo descenso directo de la temporada, ambos equipos debieron enfrentarse en un partido de desempate. Monzón no participó de este encuentro debido a su expulsión en la última fecha del campeonato y Huracán cayó derrotado por 2-0, perdiendo así la categoría.
Monzón continuó en el club en su regreso a la B Nacional, pero los malos resultados y los repetidos errores del arquero lo convirtieron en blanco del fastidio de la hinchada. En noviembre de 2011, tras un mal partido ante Patronato, decidió alejarse temporalmente del club. En mayo de 2012, y justamente en un partido ante Patronato por la segunda rueda del torneo, Monzón volvió al equipo titular, reemplazando al expulsado Lucas Calviño. Formó parte del plantel de Huracán campeón de la Copa Argentina 2013/14.

### En Chile
Al finalizar el contrato que lo vinculaba con Huracán, en julio de 2014 pasó al San Marcos de Arica.

### Vuelta al país
En 2015 retorna al país, para jugar en la Primera B Metropolitana para Tristán Suárez. Al año siguiente, es cedido al Deportivo Armenio, hasta mediados de 2017.
En agosto de 2017, es traspasado a Excursionistas, para disputar la temporada 2017-2018. A mediados de 2018 se va a General Lamadrid. En 2019 firma con San Martín de Burzaco.

### 2024
Actualmente está estudiando para ser Director técnico en la escuela de técnicos de Huracán, también está en las inferiores del Club Sportivo Italiano.

## Clubes
| Club                  | País      | Año         |
| --------------------- | --------- | ----------- |
| Huracán               | Argentina | 2006 - 2014 |
| San Marcos de Arica   | Chile     | 2014        |
| Tristán Suárez        | Argentina | 2015 - 2016 |
| Deportivo Armenio     | Argentina | 2016 - 2017 |
| Excursionistas        | Argentina | 2017 - 2018 |
| General Lamadrid      | Argentina | 2018 - 2019 |
| San Martín de Burzaco | Argentina | 2019 - 2020 |
| Midland               | Argentina | 2020 - 2021 |
| Dock Sud              | Argentina | 2021 - 2022 |

## Palmarés

### Campeonatos nacionales
| Título         | Club    | Año     |
| -------------- | ------- | ------- |
| Copa Argentina | Huracán | 2013-14 |